# Jessie Cross
Jessie Cross (eigentlich Jessica West Cross; * 14. April 1909 in New York; † 29. März 1986 in Los Angeles) war eine US-amerikanische Sprinterin.
Bei den Olympischen Spielen 1928 in Amsterdam gewann sie die Mannschafts-Silbermedaille in der 4-mal-100-Meter-Staffel zusammen mit ihren Teamkolleginnen Mary Washburn, Loretta McNeil und Betty Robinson, hinter dem Team aus Kanada und vor dem Team aus Deutschland.